# 马世忠 (1932年)
马世忠（1932年5月—2016年3月8日），男，浙江杭州人，中华人民共和国政治人物。

## 生平
1952年9月参加工作，1956年3月加入中国共产党。历任山东铝厂技术员、车间主任、副厂长兼总工程师，山东省人民政府副省长、党组成员、党组副书记，山东省人大常委会副主任、党组成员。2003年12月退休。
2016年3月8日，在济南逝世。